# تزجيج رباعي

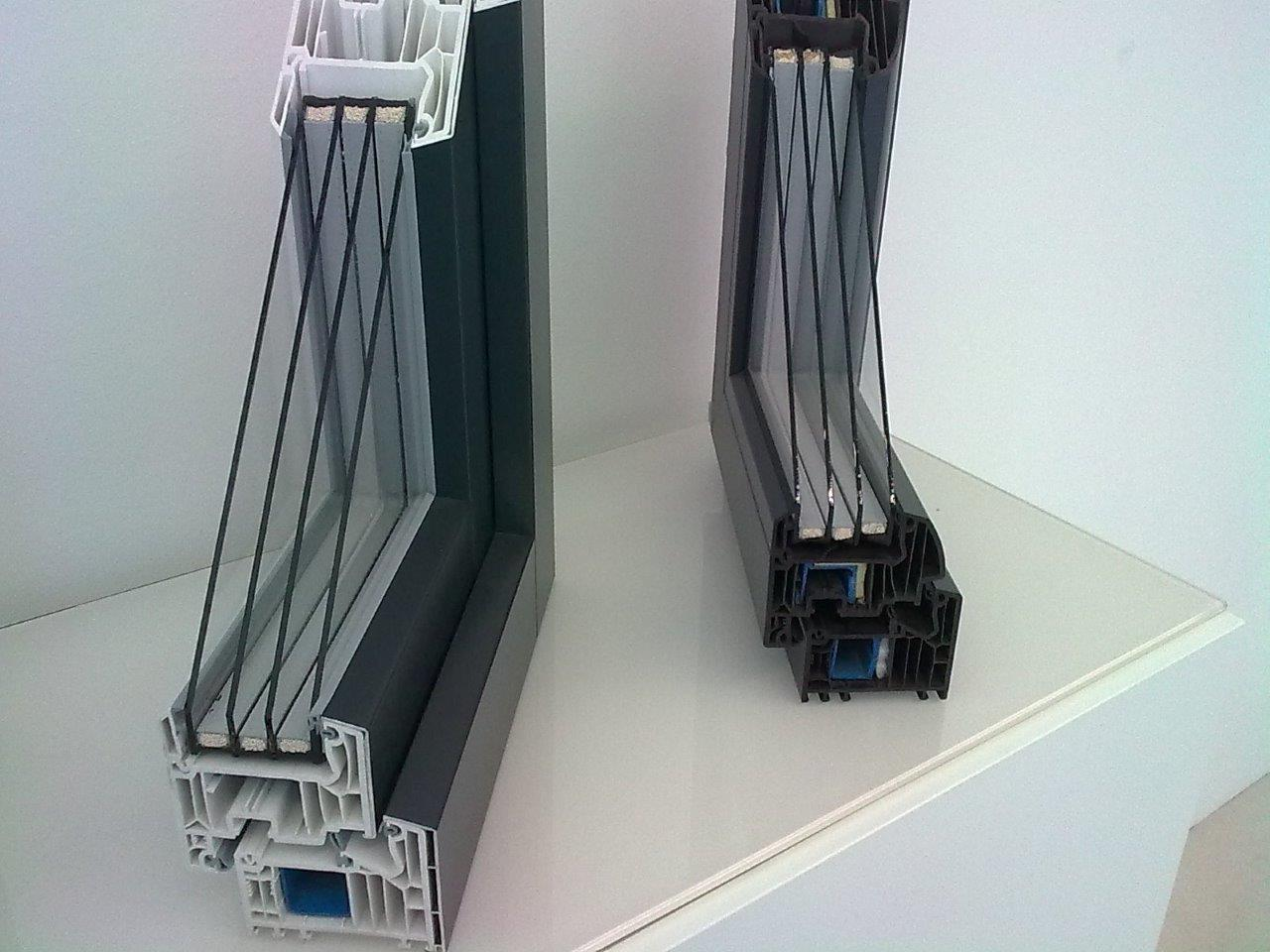
نافذة زجاجية رباعية قياسية - قابلة للفتح

التزجيج الرباعي أو الزجاج العازل رباعي الأجزاء (بالإنجليزية: Quadruple glazing)‏ هو نوع من الزجاج العازل يتكون من أربعة ألواح زجاجية، ومجهز عادة بطبقة منخفضة الانبعاث وغازات عازلة في التجاويف بين الألواح الزجاجية. الزجاج الرباعي هو مجموعة فرعية من أنظمة التزجيج متعددة الطبقات. الزجاج متعدد الأجزاء مع ما يصل إلى ستة أجزاء متاح تجارياً.

## الهندسة
غالبًا ما يتم تصميم التزجيج متعدد الأجزاء بألواح زجاجية وسيطة أرق من أجل توفير الوزن. لمنع الألواح الوسيطة من تكسير الإجهاد الحراري، يلزم أحيانًا استخدام زجاج مقوى بالحرارة. مع وجود أكثر من ثلاثة ألواح زجاجية، يجب توخي الحذر الشديد لدرجات حرارة المباعد ومانعات التسرب حيث يمكن للألواح الزجاجية الوسيطة الملامسة لعناصر التزجيج أن تتجاوز بسهولة حدود درجة حرارة التصميم للمواد المعنية بسبب تسخين الإشعاع الشمسي.
تزداد تسخين الإشعاع الشمسي للألواح الزجاجية الوسيطة بشكل كبير مع زيادة عدد الألواح الزجاجية. يجب تصميم التزجيج متعدد الطبقات بعناية لمراعاة تمدد الغازات العازلة الموضوعة بين طبقات الزجاج، لأن هذا التمدد الغازي يصبح اعتبارًا مهمًا بشكل متزايد مع زيادة عدد الألواح الزجاجية. يمكن دمج فتحات التنفس الخاصة، وكذلك الفتحات الصغيرة التي تتصل بين فراغات الطبقة، من أجل إدارة تأثير انتفاخ الزجاج. غالبًا ما يستخدم تحليل العناصر المحدودة لحساب نقاط قوة الألواح الزجاجية المناسبة.